# Пайперсберг, Филлип
Фи́ллип Па́трик Дже́ральд Па́йперсберг (англ. Phillip Patrick Gerald Pipersburg; 15 мая 1955 — 11 апреля 2018) — белизский легкоатлет американского происхождения, специалист по бегу на короткие дистанции. Выступал за сборную Белиза по лёгкой атлетике в середине 1980-х годов, участник летних Олимпийских игр в Лос-Анджелесе.

## Биография
Филлип Пайперсберг родился 15 мая 1955 года. Детство провёл в США, проживал в штате Калифорния.
Во время учёбы в старшей школе в Санта-Барбаре серьёзно занимался лёгкой атлетикой, в частности в 1971 году занял третье место на чемпионате штата среди школьников. Поступив впоследствии в Санта-Барборский городской колледж, продолжил практиковаться в беге на короткие дистанции, присоединившись к местной легкоатлетической команде — ему до сих пор принадлежат рекорды этого учебного заведения в беге на 100 и 200 метров.
Пик его спортивной карьеры пришёлся на 1984 год, когда он вошёл в состав национальной сборной Белиза по лёгкой атлетике и благодаря череде удачных выступлений удостоился права защищать честь этой страны на летних Олимпийских играх в Лос-Анджелесе. Стартовал здесь в беге на 400 метров, но не смог пройти дальше предварительного квалификационного этапа, показав время 48,04 секунды — тем самым он, однако, установил свой личный рекорд в данной дисциплине.
После завершения спортивной карьеры Пайперсберг остался жить в Санта-Барбаре, работал офицером по надзору за условно осуждёнными. Вместе со своей женой Лиллиан активно участвовал в работе по социальной адаптации детей из неблагополучных семей.
Его сын Филлип младший пошёл по стопам отца и тоже стал спортсменом, во время обучения в Калифорнийском университете в Беркли бегал спринт, играл в американский футбол на позиции ресивера.
В последние годы Филлип Пайперсберг страдал от болезни почек. Умер 11 апреля 2018 года в Санта-Барбаре в возрасте 62 лет.